# Ledové království II
Ledové království II (v originále Frozen II) je americký počítačově animovaný hudebně-fantastický film z roku 2019 od režisérů Chrise Bucka a Jennifer Leeová, navazující na film Ledové království, inspirovaný pohádkou Sněhová královna od Hanse Christiana Andersena. Film obsahuje 3D efekty. Leeová se také vrací jako scenáristka.
Ledové království II mělo světovou premiéru v kině Dolby Theatre v Hollywoodu dne 7. listopadu 2019 a Walt Disney Studios Motion Pictures uvedlo film do ostatních kin ve Spojených státech 22. listopadu 2019. Všeobecně získal pozitivní recenze od kritiků, kteří ocenili animaci, hudbu a písně, vizuální a vokální výkon, ale získal určitou kritiku za rozvláčný děj a za do jisté míry tmavší tón filmu.